# B.A.D
B.A.D.是台灣三人男子組合，2000年出道、2005年解散。所屬唱片公司為科藝百代。

## 歷程
此團名由三位男生白吉勝（Ben）、田恩沛（Alex）、黃柏文（Danny）、的英文名字第一個字母所定的團名，中文組合就叫壞男孩，且三位團員都是在美國留學多年後回台灣發展，曾以2001年發行《Oh! I 失去聯絡》專輯榮獲2002年第13屆金曲獎流行音樂最佳重唱組合。
B.A.D於2004年，和科藝百代的唱片合約到期之後解散。團體解散後，Ben仍活躍於台灣演藝圈，Danny則轉型為廣播節目主持人，現為飛碟電台DJ。

## 成員列表
B.A.D演唱歌曲時，亦會分配各自擅長的音域。
| 藝名  | 本名   | 出生日期      |
| Ben   | 白吉勝 | 1979年8月2日  |
| Alex  | 田恩沛 | 1979年9月12日 |
| Danny | 黃柏文 | 1978年7月9日  |

DANNY（1978年7月9日-），本名黃柏文，是一名台灣歌手。曾經是歌唱組合B.A.D成員之一（團員三人，D就是DANNY的第一個字母）。黃柏文在2004年從團體解散之後淡出演藝圈，後擔任父親所任職的秀傳醫院的行銷總監至今。2006年黃柏文在團員田恩沛（ALEX）及ALEX前妻許維恩介紹之下認識了模特兒楊晴瑄，相隔5年後在2011年向楊晴瑄求婚，後於2013年6月23日舉行婚宴。

## 唱片
- 2000年《不安靜》
- 2001年《Oh! I 失去聯絡》
- 2002年《皇后之歌》
- 2003年《夢的起點》
- 2004年《第五張同名專輯》

## 單曲
- 2020年《同一個氣息》（新冠肺炎疫情公益合作單曲）[4]

## 獎項紀錄
| 年份   | 名稱         | 獎項           | 作品               | 結果 |
| ------ | ------------ | -------------- | ------------------ | ---- |
| 2002年 | 第13屆金曲獎 | 最佳重唱組合獎 | 《Oh! I 失去聯絡》 | 獲獎 |
| 2003年 | 第14屆金曲獎 | 最佳重唱組合獎 | 《皇后之歌》       | 提名 |
| 2004年 | 第15屆金曲獎 | 最佳重唱組合獎 | 《夢的起點》       | 提名 |

## 戲劇
Ben
- 2001年《陽光果凍》[5] 飾演 BEN（侯湘婷的弟弟）
- 2002年《黑白映畫館－少女殺手》
- 2003年《戀香》 飾演 宋新
- 2004年《愛情魔戒》 飾演 丁哲凱
- 2005年《海豚愛上貓》 飾演 Peter

Alex
- 2005年《我只在乎你》 飾演 小宇

Danny
- 2001年《陽光果凍》[5] 飾演 Danny（BEN的高中同學）
- 2002年《黑色映畫館－至死不渝的愛》
- 2002年《黑白映畫館－少女殺手》
- 2005年《我只在乎你》 飾演 徐政文
- 2023年《國際橋牌社外傳：和平歸來》 飾演 王明偉（R3住院醫師）